# Submarí d'atac

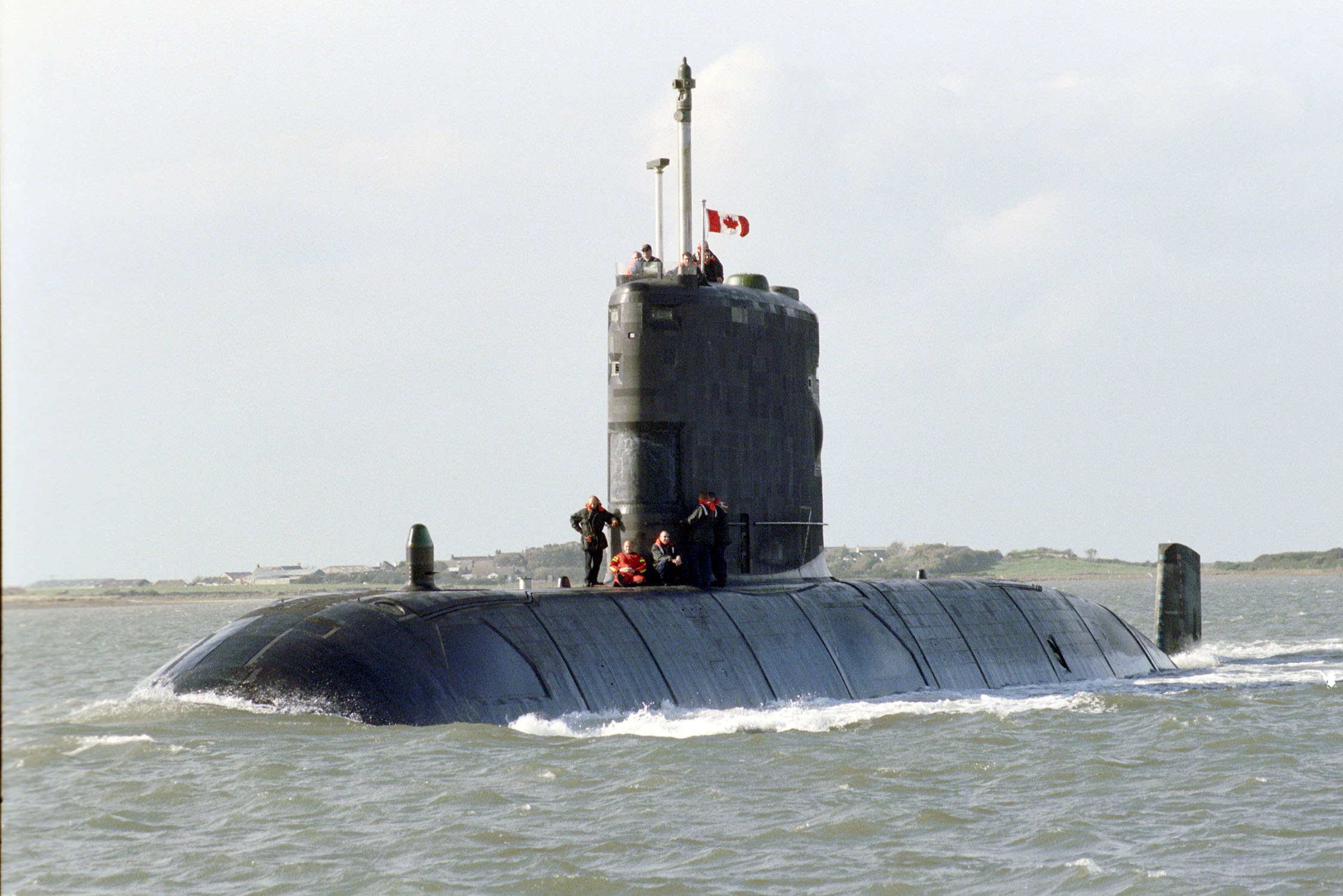
Submarí d'atac HMS Windsor.

Un submarí d'atac és un submarí que ha estat dissenyat específicament amb el propòsit d'atacar i enfonsar altres submarins, vaixells de guerra enemics, i vaixells mercants. En les armades soviètica i russa s'anomenen submarins multi-propòsit. També són usats per protegir vaixells de superfície i submarins llançamíssils. Alguns estan armats amb míssils de creuer muntats en sistemes de llançament vertical, augmentant l'abast de les seves possibles missions per incloure objectius terrestres.
La propulsió dels submarins d'atac pot ser nuclear, dièsel o elèctrica (convencional). En el sistema de denominació de l'Armada dels Estats Units, i en el sistema de l'OTAN equivalent (STANAG 1166), els submarins d'atac de propulsió nuclear són coneguts com a SSN, i els seus predecessors dièsel-elèctrics eren anomenats SSK. En l'Armada dels Estats Units, els SSN són anomenats extraoficialment submarins d'atac ràpid.